# Onthophagus viduus
Onthophagus viduus är en skalbaggsart som beskrevs av Edgar von Harold 1875. Onthophagus viduus ingår i släktet Onthophagus och familjen bladhorningar. Inga underarter finns listade i Catalogue of Life.